# Adam Zamoyski

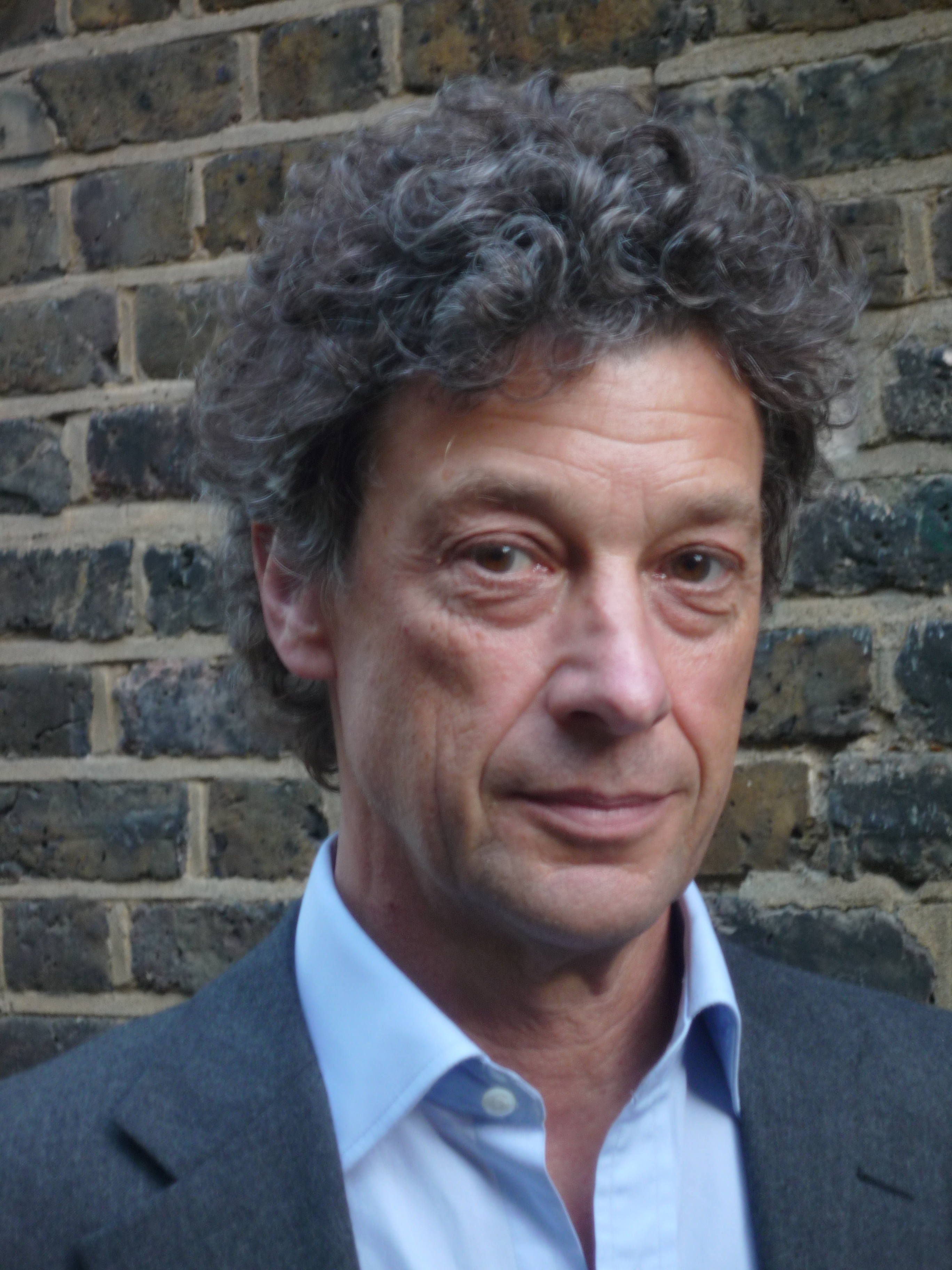
Adam Zamoyski (2009)

Adam Stefan Zamoyski (* 11. Januar 1949 in New York) ist ein amerikanisch-polnischer Schriftsteller und Historiker.

## Leben
Adam Zamoyski entstammt dem polnischen Adelsgeschlecht Zamoyski und trägt den Titel eines Grafen. Seine Eltern flohen 1939 aus Polen. Er kam in New York zur Welt und wuchs in England auf. Seine Ausbildung erhielt er an der Downside School und dem Queen’s College (Oxford), wo er moderne Sprachen und Geschichte studierte. Er spricht neben Englisch Polnisch, Russisch, Italienisch und Französisch.
Zamoyski besuchte Polen schon ab den 1960er Jahren und veröffentlichte eine Reihe von Büchern zur Geschichte Polens. Neben der Geschichte des Russlandfeldzugs Napoleons 1812 schrieb er auch eine Geschichte Polens, über die Schlacht bei Warschau 1920, den Wiener Kongress, eine Kulturgeschichte der Zeit von der Amerikanischen Revolution 1776 bis zur Pariser Kommune 1871 einschließlich romantischer Bewegung und Entstehung von Nationalstaaten, eine Biographie des letzten polnischen Königs Stanislaus II. August Poniatowski, eine Biographie Chopins und über die polnische Luftwaffe im Zweiten Weltkrieg (The Forgotten Few).
Von 2008 bis 2011 war er Vorsitzender des Stiftungsrates der Princes Czartoryski Foundation und er ist im Czartoryski-Museum in Krakau als Berater tätig.
Zamoyski ist Fellow der Society of Antiquaries of London, der Royal Society of Literature und der Royal Society of Arts. Er ist Mitglied des Malteser-Ritter-Ordens.
Adam Zamoyski ist mit der Malerin Emma Sergeant verheiratet und lebt in London.

## Schriften (Auswahl)
- Napoleon. Ein Leben. Deutsch von Ruth Keen und Erhard Stölting.  C.H. Beck, München 2018,  ISBN 978-3-406-72496-1.
- Phantom Terror: The Threat of Revolution and the Repression of Liberty 1789–1848. London: William Collins, 2014
  - Phantome des Terrors. Die Angst vor der Revolution und die Unterdrückung der Freiheit 1789–1848. Übersetzung Andreas Nohl. Beck, München 2016, ISBN 978-3-406-69766-1.
- Chopin, Prince of the Romantics. Harper Press, London 2010, ISBN 978-0-00-734184-9.
  - Übersetzung: Chopin: Der Poet am Piano. Deutsch von Nathalie Lemmens. Edition Elke Heidenreich bei Bertelsmann, München 2010, ISBN 978-3-570-58015-8.
- Poland: a history, Harper Press 2009, Hippocrene Books 2012
- Warsaw 1920: Lenin’s failed conquest of Europe, Harper Press 2008
- Rites of Peace. The Fall of Napoleon and the Congress of Vienna, Harper Collins 2007
  - Übersetzung: 1815: Napoleons Sturz und der Wiener Kongress. Deutsch von Ruth Keen und Erhard Stölting. Beck, München 2014, ISBN 978-3-406-67123-4.
- 1812: Napoleon’s fatal march on Moscow. Harper Collins, London 2004, ISBN 0-00-712375-2.
  - Übersetzung: 1812: Napoleons Feldzug in Russland. Deutsch von Ruth Keen und Erhard Stölting. Beck, München 2012, ISBN 978-3-406-63170-2.
- The forgotten few, New York: Hippocrene 1996, Barnsley, South Yorkshire: Pen & Sword Aviation 2004
- Holy Madness. Romantics, Patriots and Revolutionaries 1776–1871, Weidenfeld and Nicholson 1999
- The noble house of Starzeński, London: Azimuth Editions 1997
- The Last King of Poland, London: Jonathan Cape 1992
- The Polish Way: a thousand-year history of the Poles and their culture, New York: F. Watts, 1987
- Paderewski, New York: Atheneum 1982
- The Battle for the Marchlands, Boulder: East European Monographs / Columbia University Press, 1981 (über den Krieg zwischen Russland und Polen 1919 bis 1920).